# Molgula vara
Molgula vara är en sjöpungsart som beskrevs av Monniot 1979. Molgula vara ingår i släktet Molgula och familjen kulsjöpungar.
Artens utbredningsområde är Norra Ishavet. Inga underarter finns listade i Catalogue of Life.